# Tour della nazionale maschile di rugby a 15 dell'Inghilterra 1981
Tra maggio e giugno 1981 la nazionale inglese di rugby allenata da Mike Davis intraprese un tour in Argentina (prima uscita ufficiale nel continente americano), che prevedeva una serie di due test match con i Pumas e una serie di cinque incontri infrasettimanali con squadre di club e selezioni varie del Paese.
Il tour cadeva in un periodo politicamente delicato: già nel 1973 gli inglesi diedero forfait per via della guerriglia nel Paese tra governo e Montoneros facente seguito al massacro di Ezeiza, e nel 1981 l'Argentina era ancora sotto una dittatura responsabile di ripetute violazioni dei diritti umani (lo stesso presidente della federazione rugbistica argentina fu arrestato per aver favorito l'ingresso nel Paese del sudafricano Danie Craven, cui le autorità politiche avevano negato il visto d'ingresso); in quel periodo, tra l'altro, erano detenuti nelle carceri argentine quattro rugbisti britannici in tour con il loro club, resisi responsabili di avere tolto da un edificio governativo a Buenos Aires una bandiera nazionale; la circostanza aveva causato un contenzioso con il governo di Londra ma comunque, a scadenze irregolari, tutti e quattro i giocatori furono scarcerati ed espulsi dal Paese.
Dal punto di vista della politica sportiva, altresì, il tour collideva con le date del XII Sudamericano, organizzato dalla federazione uruguaiana proprio nella seconda metà di maggio 1981, il che rendeva problematico all'Argentina prendervi parte; la federazione preferì quindi, invece che inviare al torneo una seconda squadra, non partecipare affatto alla competizione, che nelle undici edizioni precedenti aveva dominato senza mai perdere un incontro.
Il primo dei due test match tra Inghilterra e Pumas si risolse in un risultato prestigioso per i sudamericani che riuscirono nell'impresa di bloccare il punteggio sul 19-19 e a non perdere al loro primo incontro ufficiale di sempre contro i britannici.
Nel secondo test, davanti a ventimila spettatori al Ferrocarril di Buenos Aires, l'Inghilterra venne a capo di un incontro molto aspro e ruvido caratterizzato da una meta trasformata per parte ma deciso da sei punti al piede di Dusty Hare che marcarono la differenza.
Il bilancio inglese, al lordo degli impegni infrasettimanali, fu di sei vittorie e un pareggio.

## Risultati

### Itest match
| Arbitro: | Jean-Pierre Bonnet |

|                       |      |                                |
| Campo 40’, 60’        | mt   | 8’ H. Davies 54’, 80’ Woodward |
| Porta 60’             | tr   | 54’, 80’ Hare                  |
| Porta 27’             | c.p. | 65’ Hare                       |
| Porta 52’ Landajo 70’ | drop |                                |

| Arbitro: | Jean-Pierre Bonnet |

|                |      |               |
| Travaglini 70’ | mt   | 43’ H. Davies |
| Porta 70’      | tr   | 43’ Hare      |
|                | c.p. | 15’, 25’ Hare |

### Gli altri incontri
| Arbitro: | José María Cabanas |

|                  |      |                          |
| Aguirre Loffreda | mt   | Carleton Swift (2) Smart |
|                  | tr   | Hare (2)                 |
| Loffreda (2)     | c.p. |                          |

| Arbitro: | Ricardo Colombo |

|           |      |                                                        |
| Bobadilla | mt   | Patrick (2) H. Davies (2) Carleton Track Scott Preston |
| Sauce     | tr   | Patrick (2)                                            |
|           | c.p. | Sauce                                                  |

| Arbitro: | Douglas Kerr |

|                         |      |                         |
| Courreges Sainz Trápaga | mt   | Dodge (2) Swift Hesford |
| Beccer                  | tr   | Hare (3)                |
| Beccer Sanguinetti (4)  | c.p. | Hare (4)                |

| Arbitro: | Carlos Gregotti |

|             |      |                                                     |
|             | mt   | Trick Carleton (3) Hesford Preston Simpson Melville |
| Patrick (6) | tr   |                                                     |
| Patrick     | c.p. | Cutuk                                               |

| Arbitro: | Felipe Ferrari |

|                |      |             |
| Minoldo Milano | mt   | Trick (2)   |
| Baetti Dip     | tr   | Patrick     |
| Baetti (2) Dip | c.p. | Patrick (4) |
|                | drop | Hare        |